# Datenformat
Datenformat ist ein Begriff aus der Datenverarbeitung, der festlegt, wie Daten strukturiert und dargestellt werden und wie sie bei ihrer Verarbeitung zu interpretieren sind.
Im engeren Sinn benennt/beschreibt das Datenformat das Format einzelner Datenfelder, zum Beispiel im Quelltext eines Computerprogramms. Es wird bei der Deklaration gemäß der Syntax der jeweiligen Programmiersprache festgelegt. In diesem Sinn steht „Datenformat“ dem Begriff Datentyp sehr nahe, ergänzt ihn oder wird synonym benutzt – wie das beispielsweise in  oder  der Fall ist.
Auf höherem Level sind Datenformate für einen bestimmten Gegenstandsbereich gültige Festlegungen, die die Struktur/Zusammensetzung/Folge von Daten (zum Beispiel eines Datenbestands) beschreiben. Sie werden anwendungsspezifisch, oft auch überbetrieblich oder auch international geltend festgelegt; siehe Beispiele. In diesem Sinn wird „Datenformat“ synonym für „Dateiformat“ verwendet.

## Beispiele
Sich auf das Format von Datenfeldern beziehende Beispiele sind: Zeichen (wie ABC usw.), Ziffer 0 bis 9 gemäß Zeichensatz, Binärzahl, Gleitkommazahl, ‚gepackte‘ Zahlen (eine Ziffer je Halbbyte), Logisch 0 oder 1 und andere, die je nach Programmiersprache unterschiedlich genannt werden, zum Beispiel numeric, text, VARCHAR, Integer oder INT, long integer oder ähnlich. 

Das ‚Datenformat‘ umfasst für solche ‚Datentyp-basierten‘ Datenfelder weitere Angaben wie: Die Länge des Datenfelds (Beispiel siehe ), die Anzahl von Dezimalstellen, die Art der Darstellung (z. B. '-' oder rot bei Minus, Tausenderpunkt(e), Leerzeichen für führende Nullen …), welche Werte das Feld annehmen kann (wie positiv/negativ) sowie andere sprachspezifische Angaben.
Anwendungsspezifische Datenformate (= Dateiformate) beschreiben die Struktur von Datenbeständen. Beispiele sind  für SEPA das Datenformat „EBICS“ (Electronic Banking Internet Communication Standard), „GIS-Datenformate“ oder das „Q-DAS ASCII Transferformat“.
IT-technisch definierte Daten-/Dateiformate sind zum Beispiel CSV, RTF und JPEG.
Formatfestlegungen sind entsprechend dem tatsächlichen Format von Daten in Datenbeständen im Quelltext von Programmen zu deklarieren und mit für das jeweilige Format geeigneten Programmbefehlen (etwa zur Addition binärer Zahlen) zu verarbeiten.